# Sãovicentevaktel
Sãovicentevaktel (Coturnix centensis) är en nyligen beskriven utdöd hönsfågel som tidigare förekom på ön São Vicente i Kap Verdeöarna.